# 英国达人
（英語：Britain's Got Talent，另譯英國星光大道、英國有才）是英國獨立電視台（ITV）製作的選秀節目，從2007年6月9日起每天播放錄影片段，直至同月17日直播總決賽，旨在發掘英國業餘表演人才。優勝者不但會獲得25萬英磅獎金，還可以在利物浦帝國劇場舉行的英國皇室綜藝節目上，在女皇伊丽沙白二世和皇室成員面前表演。首季冠軍是保羅·波茨。

## 歷史
這個節目是由《X Factor》製作人，《Pop Idol》、《American Idol》評判及索尼音樂娛樂A&R管理人西蒙·高維爾製作，他同時在全球不同地區製作了達人秀系列。2007年2月12日，英國獨立電視台宣佈這個節目的評判有西蒙·高維爾、皮爾斯·摩根（同時也是美國達人的評審）及阿曼達·霍爾登（補上雪莉·柯爾離去的空缺，雪莉·柯爾後來在英國版X Factor成為評判）。原本三位評判會是由西蒙·高維爾、雪莉·柯爾及同時為美國達人評判的大衛·哈塞爾霍夫組成。如同英國版本的X Factor，《英國達人》在ITV2（英國獨立電視第二台）也有個次線節目《英國更達人》（Britain's Got More Talent），並由魔術師，前CITV主持人Stephen Mulhern主持。
原定在2005年播放（比美國達人更早）由Paul O'Grady主持，但是Paul O'Grady's主持第四頻道節目The Paul O'Grady Show，拒絕在ITV亮相，節目只好押後播放
《英國達人》原本有意在其他國家播映，但是因播映權問題，只曾在愛爾蘭播放過。在北歐國家亦有意轉播英國版本，但是未有向對方購買播映權。
香港無線電視明珠台於2016年播放第10季；2018年播放第11季；2019年曾播放第12季和第13季；2021年播放第14季；2022年播放第15季；2023年播放第16季。
收費頻道AXN ASIA也份轉播。

## 節目概要
每位評判均有一個🔴紅色按鈕，參賽者在演出時，若有評判認為演出太差而不想再繼續觀看，就會按下紅色按鈕，此時蜂鳴器會響起，而在舞台上方顯示該評判名字的交叉燈（✖）會由白色變成紅色（❌），當所有評判都按下紅色按鈕，參賽者必須立刻停止表演。表演結束之後評判會投票決議，要過半數評判表示同意，參賽者才可晉級。
但有時候就算所有評判均按下紅色按鈕後，也不一定有決定性，因為有時某一評判會在未得到其他評判同意時，按下另一名評判的按鈕。因此需要在表演後，評判投票決議參賽者能否晉級，而參賽者需要獲得過半數評判（三名評判時則兩名，四名評判時則三名）投票通過才可以晉級。
第八季開始加入🌟金色按鈕（黃金一叮），金色按鈕設置在評判桌的正中位置。在初賽中，評判可選出自己認為精彩的參賽者，從而按下金色按鈕，但每位評判及主持人（本節目的主持人是二人組合，因此當一個單位）在每季節目中只可按一次金色按鈕，換言之黃金一叮最多只有5個名額。要留意的是，當某一評判按下金色按鈕後，則只有該名評判的交叉燈會亮起金黃色，有別於《全美一叮》。若按下金色按鈕的是主持人，評判的交叉燈則會維持白色，惟只在背景熒幕中顯示黃金一叮的效果。獲得黃金一叮的參賽者，即可跳過評判投票決議而直接進入準決賽。
此節目原本的開播日期應該比《全美一叮》更早，然而因為其中一名製作人與ITV鬧翻，所以導致節目延遲推出。

## 歷屆賽事

### 歷屆冠軍
- 第一季：2007年6月9日至6月17日每日現場直播
  - 冠軍 業餘歌劇唱家保羅·帕茲
- 第二季：2008年4月12日至5月31日
  - 冠軍 十四歲的乔治·桑普森
- 第三季：2009年4月11日至5月30日
  - 冠軍 跳舞組合Diversity（英语：Diversity_(dance_troupe)）
- 第四季：2010年4月17日至6月5日
  - 冠軍 體操團隊Spelbound（英语：Spelbound）
- 第五季：2011年4月16日至6月4日
  - 冠軍 歌手 Jai McDowall（英语：Jai McDowall）
- 第六季：2012年3月24日至5月12日
  - 冠軍 馴犬師及狗狗 Ashleigh and Pudsey（英语：Ashleigh and Pudsey）
- 第七季：2013年4月13日至6月8日
  - 冠軍 匈牙利黑光秀舞團Attraction (shadow theatre group)（英语：Attraction）
- 第八季：2014年4月12日至6月7日
  - 冠軍 英國男子樂團Collabro
- 第九季：2015年4月11日至5月31日
  - 冠軍 馴犬師及狗狗 Jules O'Dwyer & Matisse（英语：Jules O'Dwyer & Matisse）
- 第十季：2016年4月9日至5月28日
  - 冠軍 魔術師Richard Jones（英语：Richard Jones）
- 第十一季：2017年4月15日至6月3日
  - 冠軍 鋼琴師Tokio Myers（英语：Tokio Myers）
- 第十二季： 2018年4月14日至6月3日
  - 冠軍 喜劇家李·里德利 (喜劇演員)藝名為"Lost Voice Guy"(失聲男孩)
- 第十三季： 2019年4月6日至6月2日
  - 冠軍 退役老兵歌手哥連（英语：Colin Thackery）
- 第十四季： 2020年4月11日至10月10日
  - 冠軍  歌手及喜劇家Jon Courtenay（英语：Jon Courtenay）
- 第十五季： 2022年4月16日至6月5日
  - 冠軍  喜劇演員Axel Blake（英语：Axel Blake）
- 第十六季： 2023年4月15日至6月4日
  - 冠軍  喜劇演員Viggo Venn（英语：Viggo Venn）

### 冠軍外其他著名參賽者
- 第三季 “蘇珊大嬸”蘇珊·波爾
- 第五季  以童星出道的歌手羅南·帕克
- 第九季  歌手 卡倫·史考特

## 外部連結
- Britain's Got Talent at itv.com （页面存档备份，存于）
- Britain's Got Talent at stv.tv
- MIG Management
- Britain's Got Talent的X（前Twitter）
- Britain's Got Talent的Facebook專頁